# VMU
비주얼 메모리 유닛(Visual Memory Unit, VMU)은 일본에서는 비주얼 메모리 시스템 (ビジュアルメモリ, Bijuaru Memori)(Visual Memory System, VMS)라고도 불리며, 세가가 드림캐스트 가정용 비디오 게임기를 위해 생산한 주요 메모리 카드이다. 이 장치에는 단색 액정 디스플레이 (LCD), 멀티플레이어 게임 기능(상단 커넥터를 통해), 보조 화면 기능, 실시간 시계, 파일 관리자, 내장 플래시 메모리, 그리고 소리 기능이 있다. 드림캐스트 출시 전인 1998년 7월 30일 일본에서는 고지라 특별판 VMU가 디지털펫 게임이 사전 로드된 채로 출시되었다.
VMU의 가장 기본적인 기능은 착탈식 저장 장치이지만, 일반 게임 플레이 중 보조 디스플레이로도 사용할 수 있으며, 추가 소프트웨어(드림캐스트 GD-ROM에 추가로 배포됨)를 통해 휴대용 콘솔 게임기 역할을 한다. VMU의 콘솔과 유사한 기능으로는 화면, 스피커, 적절한 방향 패드, 네 개의 액션 버튼, 다른 VMU와 연결 및 상호 작용할 수 있는 기능, 추가 게임을 다운로드할 수 있는 기능 등이 있다.

## 하드웨어

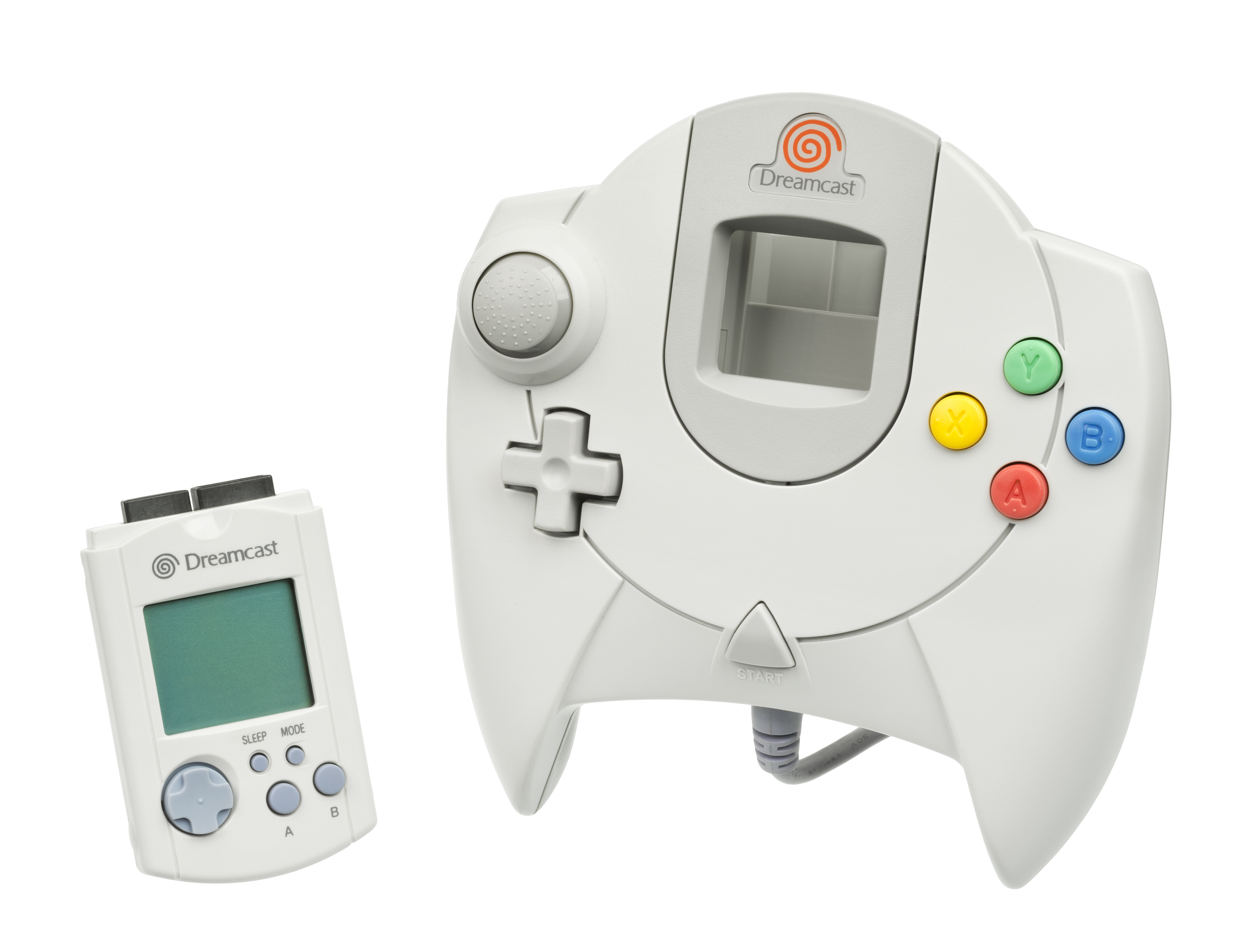
VMU는 컨트롤러의 두 슬롯 중 하나를 통해 연결된다; 전면 슬롯에 연결된 VMU의 화면은 컨트롤러의 창을 통해 볼 수 있다.

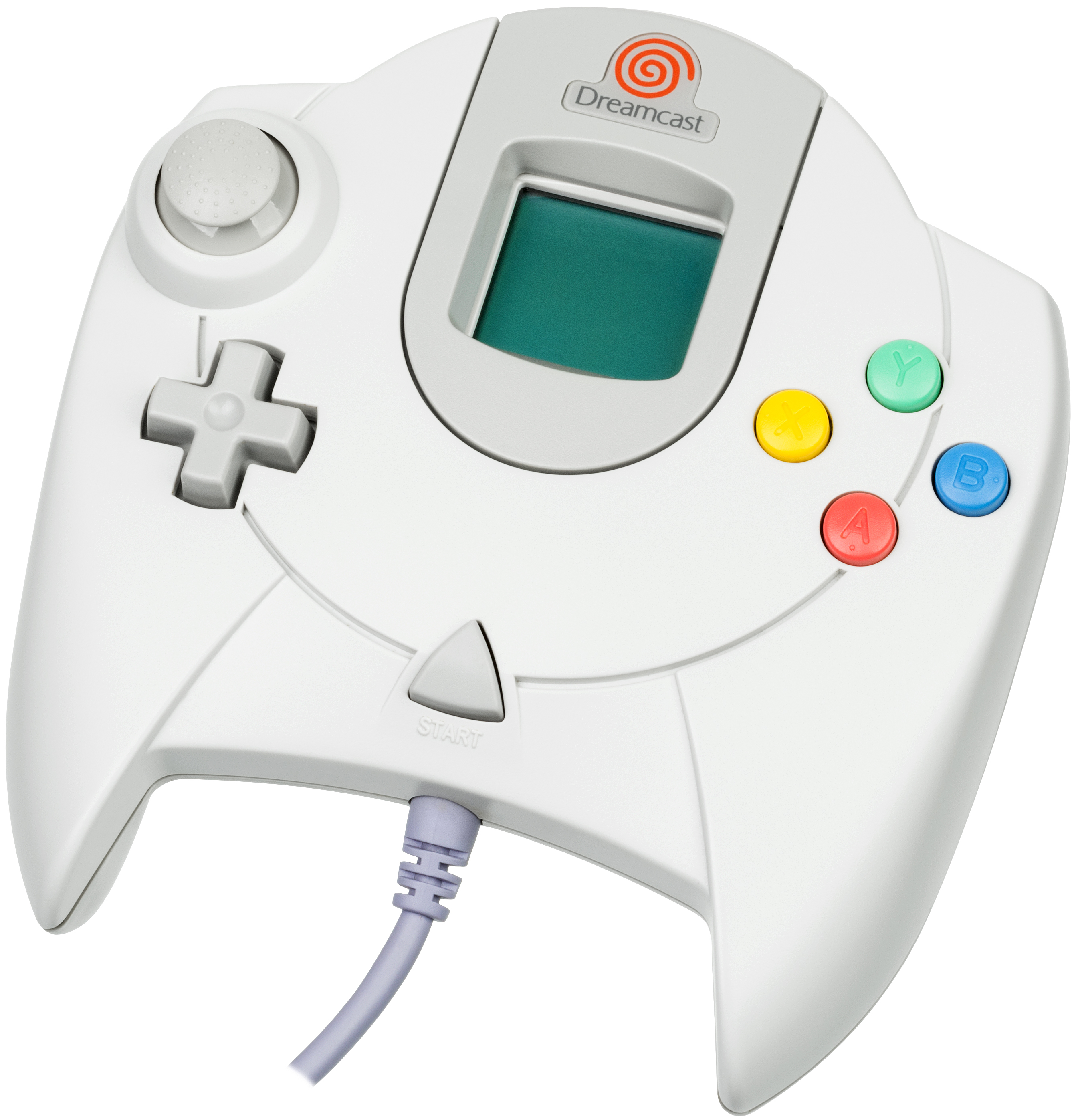
컨트롤러 안에 VMU가 있는 모습

메모리 카드 및 보조 화면으로 사용하기 위해 VMU는 드림캐스트 컨트롤러의 두 슬롯 중 하나에 직접 연결된다(각 컨트롤러에 최대 2개의 VMU를 연결할 수 있으며, 드림캐스트 콘솔당 8개의 VMU를 연결할 수 있다).
처음 사용 시 플레이어는 날짜와 시간을 설정한 다음, VMU의 기본 배경으로 사용할 비트맵 이미지 그룹에서 선택하라는 메시지가 표시된다(다양한 드림캐스트 타이틀은 플레이어에게 장치용 추가 배경 이미지를 제공할 수 있다). 이 이미지는 드림캐스트 콘솔이 운영 체제 메뉴에 있을 때 표시된다.
드림캐스트 콘솔과 독립적으로 작동할 때 VMU는 파일 관리자, 시계/달력(선택 가능한 시계 애니메이션 포함), 그리고 휴대용 콘솔 게임기 역할을 한다. VMU는 파일 전송 또는 멀티플레이어 게임을 용이하게 하기 위해 서로 직접 연결될 수도 있다.
VMU는 나사로 고정된 덮개 아래 VMU 뒷면에 삽입되는 2개의 CR-2032 리튬 전지로 작동한다. 배터리 전원 없이도 VMU는 메모리 카드 및 보조 디스플레이로 기능하지만, 다운로드된 미니게임을 재생할 수 없다. 또한, 배터리 전원이 없는 VMU는 드림캐스트가 켜질 때(연결된 드림캐스트 컨트롤러에 VMU가 삽입되어 있는 경우) 경고음이 울린다.
VMU는 128 KB의 플래시 메모리를 가지고 있지만, 기본적으로 28KB는 시스템 사용을 위해 예약되어 100KB의 데이터 저장 공간이 남는다. 이 공간은 200 '블록'으로 나뉘며, 한 블록은 512바이트와 같다. 최근 몇 년 동안 드림 익스플로러(일명 VMU 툴)와 같은 홈브루 프로그램은 사용자들이 이 예약된 공간에서 추가로 44블록(22KB)을 잠금 해제할 수 있게 해주어 전체 VMU 용량을 244블록으로 늘렸다. 그러나 드림키/드림패스포트와 메트로폴리스 스트리트 레이서를 제외하고는 몇몇 게임에서 메모리 카드를 감지하지 못할 수 있다는 보고는 없다.

## 미니게임 및 인게임 기능

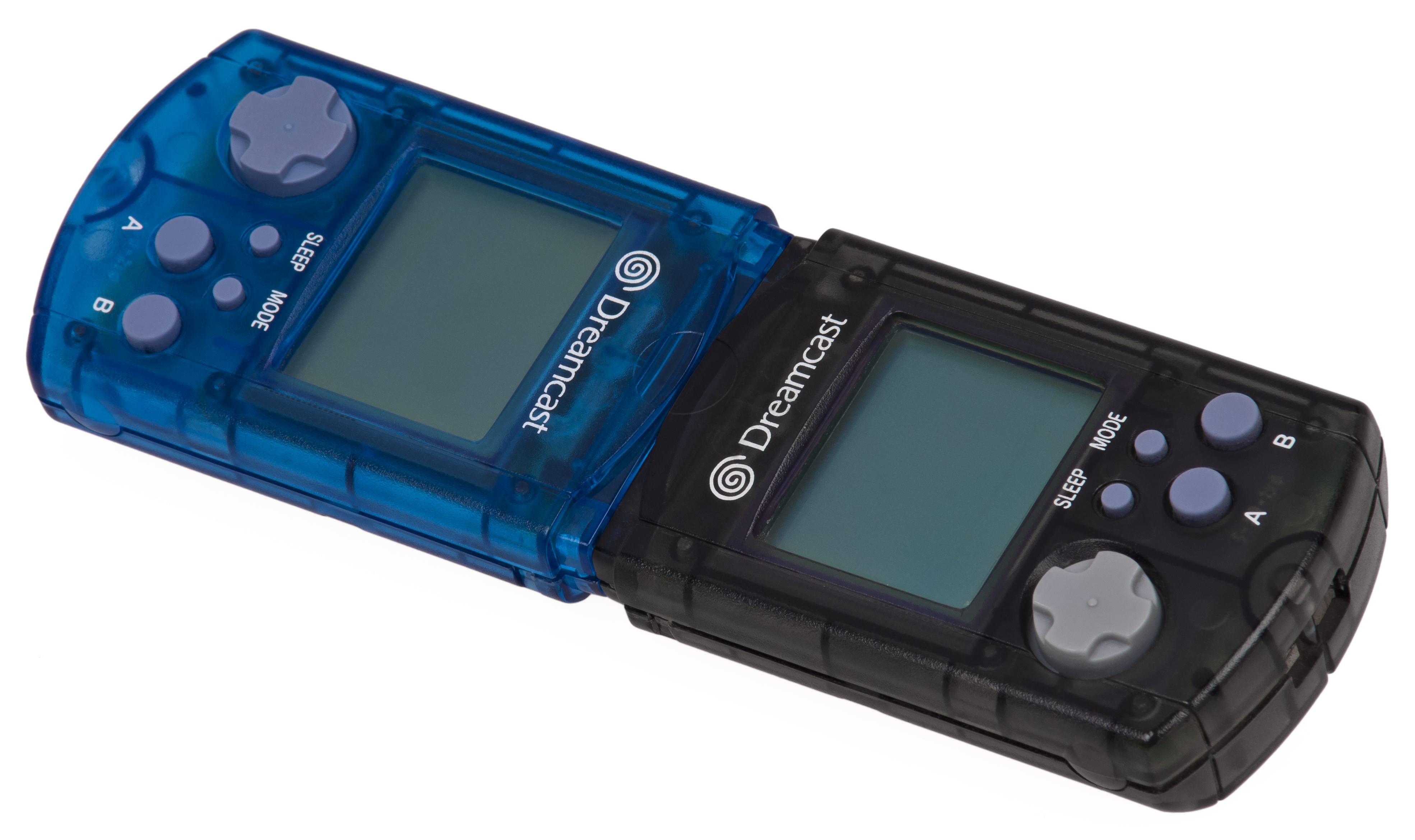
VMU는 파일을 교환하거나 멀티플레이어 게임을 위해 연결할 수 있다.

드림캐스트의 여러 타이틀에는 VMU에 다운로드할 수 있는 미니게임이 포함되어 있다. 예를 들어, 소닉 어드벤처 시리즈에는 카오 어드벤처 미니게임(카오 어드벤처와 더 많은 활동 및 아이템이 특징인 카오 어드벤처 2)이 포함되어 있다. 이 게임에서 플레이어는 차오 알을 VMU로 전송하고 다양한 활동에 참여하여 부화한 차오의 스탯을 올릴 수 있으며, 그 후 개선된 차오를 다시 드림캐스트 게임으로 업로드할 수 있다. 세가 GT에는 8비트 스파이 헌터 게임 스타일의 탑다운 레이싱 게임인 포켓 GT가 포함되어 있다.
다른 비디오 게임에서는 현재 체력 상태와 같은 통계가 편의를 위해 VMU에 표시되거나(바이오하자드: 코드: 베로니카에서처럼) 멀티플레이어 게임을 향상시키기 위해 사용된다(예를 들어, NFL 2K2는 VMU가 다른 플레이어에게 보이지 않는 비밀 플레이를 표시하도록 허용했다).
또한 인터넷에서 무료로 이용할 수 있으며 VMU에 설치 및 플레이할 수 있는 수많은 홈브루 게임, 독창적인 창작물 및 유명 게임의 포팅 버전이 있다. 이러한 게임에는 메트로이드, VMU 미니 팩맨, 브레이크아웃, 스페이스 인베이더, 테트리스, VMU 파이터(횡스크롤 슈팅 게임), VMU 풋볼(미식축구 게임), VMU-어-스케치(디지털 에치-어-스케치 패드), 그리고 3D FPS(1인칭 슈팅 게임)가 포함된다.
| 드림캐스트 게임                          | VMU 미니게임                                                                    | 인게임 기능                     |
| ---------------------------------------- | ------------------------------------------------------------------------------- | ------------------------------- |
| 카드캡터 사쿠라: 토모요의 비디오 대작전  | 세 가지 미니게임: - 브레이크아웃 - 오야쓰 - 토바케로 시계 (네 가지 테마)        | ?                               |
| 캐리어                                   | 빈칸                                                                            | 체력 상태                       |
| D2                                       | 사진 뷰어                                                                       | 나침반                          |
| 디노 크라이시스                          | 빈칸                                                                            | - 체력 상태 - 탄약 수           |
| 이블 트윈: 시프리앙의 연대기             | 네 가지 미니게임 (다운로드 가능)                                                | ?                               |
| 에볼루션: 성스러운 기계의 세계           | ?                                                                               | 체력 상태                       |
| 에볼루션 2: 머나먼 약속                  | 12시간 시계                                                                     | 빈칸                            |
| F355 챌린지                              | 빈칸                                                                            | 아케이드 연결                   |
| 고지라 제너레이션즈 (일본어 버전)        | 세 가지 미니게임: - 아츠메테 고지라 - 가메라 드림 배틀 - 모스라 드림 배틀       | ?                               |
| 젯 셋 라디오 / 젯 그라인드 라디오        | 그래피티 전송                                                                   | 빈칸                            |
| 마블 vs. 캡콤 2: 뉴 에이지 오브 히어로즈 | 캐릭터, 색상 및 스테이지 전송                                                   | 아케이드 연결                   |
| 남코 박물관                              | 팩-잇                                                                           | 빈칸                            |
| NBA 2K / 2K1 / 2K2                       | 빈칸                                                                            | 팀 통계                         |
| NFL 2K / 2K1 / 2K2 / 블리츠              | ?                                                                               | 비밀 플레이                     |
| 펜 펜 트라이셀론                         | 빈칸                                                                            | 현재 선택된 플레이어 캐릭터     |
| 팝픈 뮤직 시리즈                         | 팝픈 뮤직 애니웨어 미니게임                                                     | 가상 팝픈 뮤직 컨트롤러         |
| 파워 스톤                                | 세 가지 미니게임: - 건록의 건-건 슬롯 - 팔콘의 공중 모험 - 아야메의 수리검 훈련 | ?                               |
| 파워 스톤 2                              | 아이템 보기 및 교환                                                             | ?                               |
| 퀘이크 3 아레나                          | 미로 미니게임                                                                   | 애니메이션                      |
| 레디 2 럼블                              | ?                                                                               | - 펀치 수 - 명중률              |
| 바이오하자드 시리즈                      | ?                                                                               | 체력 상태                       |
| 사쿠라 대전 3                            | ?                                                                               | - 키네마트론 메시지 - 지역 지도 |
| 시맨                                     | 시맨을 위한 먹이 정리 및 키우기                                                 | 시맨 마이크 상태                |
| 세가 GT                                  | 포켓 GT (일본, 유럽 및 미국)                                                    | 빈칸                            |
| 세가 랠리 2                              | 통계 및 기록                                                                    | 빈칸                            |
| 쉔무                                     | 쉔무 굿즈                                                                       | 훈련 지시                       |
| 사일런트 스코프                          | ?                                                                               | 저격총 스코프 뷰                |
| 스카이즈 오브 아르카디아                 | 핀타의 퀘스트                                                                   | 챔 경고                         |
| 소닉 어드벤처                            | 차오 어드벤처                                                                   | 차오 애니메이션                 |
| 소닉 어드벤처 2                          | 차오 어드벤처 2                                                                 | 빈칸                            |
| 소닉 셔플                                | 빈칸                                                                            | 공개된 카드 번호                |
| 소울칼리버 (일본어 버전)                 | 세 가지 미니게임                                                                | 애니메이션 캐릭터               |
| 슈퍼 마그네틱 네오                       | 빈칸                                                                            | 비밀 구역 경고                  |
| 초강전기 키카이오                        | 세 가지 미니게임                                                                | ?                               |
| 타임 스토커즈                            | 다섯 가지 미니게임                                                              | 빈칸                            |
| 도쿄 버스 가이드                         | 교통 표지판 퀴즈                                                                | ?                               |
| 트릭스타일                               | 트릭스타일 주니어                                                               | ?                               |
| 버추어 테니스                            | ?                                                                               | 와이어프레임 매치               |
| 좀비 리벤지                              | 세 가지 미니게임                                                                | ?                               |

## 변형
VMU 기능이 없는 여러 드림캐스트 메모리 카드가 출시되었다. 따라서 이 카드에는 디스플레이 화면, 입력 버튼, 스피커 및 내장 시계가 없다. 일부는 VMU와 동일한 128KB 저장 공간(200 블록에 해당)을 가지고 있으며, 다른 일부는 각 페이지가 128KB 메모리 카드 역할을 하는 여러 "페이지"를 가지고 있다. 후자의 경우 버튼이나 스위치를 사용하여 원하는 메모리 카드를 선택할 수 있다. 이는 드림캐스트가 개별 메모리 카드당 128KB 제한이 있기 때문이다.

### 4배 메모리 카드

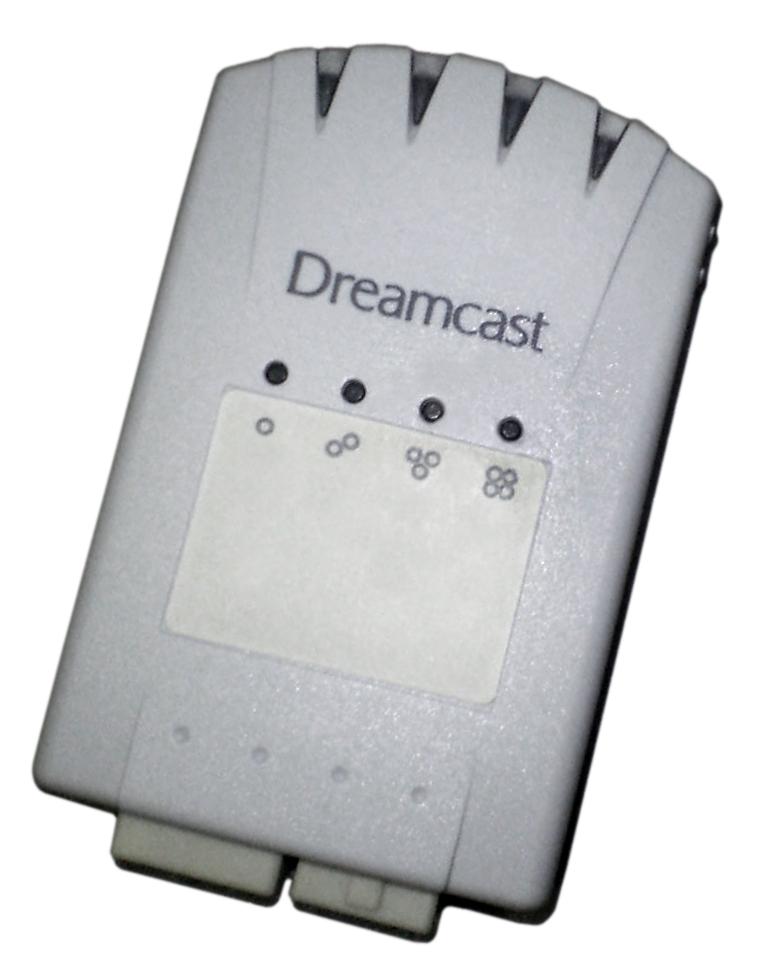
공식 드림캐스트 4배 메모리 카드는 전면에 현재 사용 중인 저장 "페이지"를 나타내는 여러 개의 조명이 있다.

세가는 표준 VMU의 4배 데이터 저장 용량인 800 블록을 제공하는 공식 4배 메모리 카드를 출시했다. 일본에서는 2000년 12월 14일에 "메모리 카드 4X"로, 미국에서는 "4x 메모리 카드"로 출시되었다. 버튼을 사용하여 네 가지 "페이지" 중 하나를 선택하며, 카드에 있는 네 개의 주황색 LED 시리즈가 현재 사용 중인 페이지를 나타낸다. 모든 게임이 호환되는 것은 아니므로, 세가는 호환되지 않는 게임 목록을 발표했다.
한정판 판타시 스타 온라인 4배 메모리 카드도 게임 출시와 동시에 일본에서 출시되었다. 이 카드는 파란색이었고 케이스에 판타시 스타 온라인 로고가 인쇄되어 있었다.
4배 메모리 카드는 드림캐스트의 예상치 못한 짧은 수명으로 인해 드림캐스트 광대역 어댑터와 함께 유럽 출시가 계획되었음에도 불구하고 소매점에는 출시되지 않았다. 비공식적인 타사 4배 메모리 카드는 유럽에서 출시되었다.

### 타사 메모리 카드
넥서스 메모리 카드는 VMU의 4배 메모리인 800 블록(4 메가비트 / 512 킬로바이트)을 특징으로 하지만 LCD 화면이 없는 비주얼 메모리 유닛의 타사 버전이다. 이 카드는 각각 200 블록의 4개 페이지로 나뉘며, 각 페이지는 카드 왼쪽 상단에 있는 버튼을 사용하여 선택할 수 있다. 넥서스 메모리 카드는 일반 VMU보다 약간 크며 개인용 컴퓨터에 USB, 병렬 또는 직렬 케이블로 연결할 수 있다. 3200 블록(16 메가비트 / 2 메가바이트) 버전의 넥서스도 사용할 수 있지만, 이 모델은 불안정한 것으로 알려져 있다.
나이코는 드림캐스트용 메모리 카드 두 가지를 출시했다: VMU의 두 배 저장 공간을 가진 점보 메모리 팩 X2와 네 배 저장 공간을 가진 하이퍼팩. 하이퍼팩은 스위치를 럼블 모드로 설정하여 점프 팩으로도 작동할 수 있었다.
퍼포먼스 메모리 카드는 VMU와 동일한 200 블록 저장 공간을 가진 타사 기본 메모리 카드였다. 퍼포먼스 메가 메모리 카드는 4X 메모리 카드처럼 작동했다. 카드 뒷면에 있는 스위치를 사용하여 원하는 메모리 카드 "페이지"를 선택했다. 그러나 다른 메모리 카드와 달리 퍼포먼스 모델은 "페이지"를 전환하기 전에 컨트롤러에서 제거해야 했다.
2023년 9월, 성공적인 크라우드펀딩 캠페인에 따라 드림웨어 엔터프라이즈는 VM2라는 애프터마켓 VMU 업데이트를 출시했다. VM2는 백라이트 화면, USB-C 지원 충전식 배터리, 그리고 마이크로SD 저장 공간을 특징으로 한다.

## 평가
10년 회고록에서 게임스레이더는 VMU를 "우리가 가장 좋아하는 저장 장치 중 하나"라고 불렀다. 그들은 장치의 독창성과 유연성을 칭찬했으며, 새로운 시스템이 이 개념을 다시 방문해야 한다고 언급했다. 그러나 대부분의 게임이 유용한 목적을 찾지 못했고 장치가 배터리를 빨리 소모시킨다는 점을 아쉬워했다. 2024년 타임 익스텐션은 VMU를 "메모리 카드 개념의 중요한 진화"라고 불렀다.

## 같이 보기
- 포켓스테이션, 6개월 후 소니가 플레이스테이션용으로 출시한 유사 장치.